# Honestly, Nevermind
《Honestly, Nevermind》는 2022년 6월 17일에 발매된 드레이크의 음반이다. OVO 사운드와 리퍼블릭 레코드에 의해 발매되었다.